# Història de Bhutan
La història de Bhutan a l'antiguitat és desconeguda i res de cert es pot dir abans del segle ix. La història primerenca de Bhutan està impregnada de mitologia i segueix sent fosca. Algunes de les estructures proporcionen evidència que la regió s'ha assentat ja l'any 2000 aC. Segons una llegenda, va ser governada per un rei de Cooch-Behar, Sangaldip, al voltant del segle VII aC, però no se'n sap gaire abans de la introducció del budisme tibetà al segle VIII, quan l'agitació al Tibet obligà molts monjos a fugir a Bhutan. Al segle XII, es va establir l'escola Drukpa Kagyupa i segueix sent la forma dominant de budisme a Bhutan avui dia. La història política del país està íntimament lligada a la seva història religiosa i a les relacions entre les diferents escoles i monestirs monàstics.
Des d'almenys el segle X, cap poder exterior ha ocupat ni governat mai Bhutan (malgrat l'estatus de tributari nominal ocasional).
La consolidació de Bhutan es va produir el 1616 quan Ngawanag Namgyal, un lama de l'oest del Tibet conegut com el Zhabdrung Rinpoche, va derrotar tres invasions tibetanes, va sotmetre les escoles religioses rivals, va codificar el Tsa Yig, un sistema de llei complex i complet, i es va establir com a governant d'un sistema eclesiàstic i d'administrador civil. Després de la seva mort, les lluites internes i la guerra civil van erosionar el poder dels Zhabdrung durant els 200 anys següents. El 1885 Ugyen Wangchuck pogué consolidar el poder, i va començar a conrear vincles més estrets amb els britànics al subcontinent.
El desembre de 1907, Ugyen Wangchuck (Bhutan : འབྲུག་རྒྱལ་ དང་ པ་ཨོ་རྒྱན་དཱན་ ད་ཋདག) entronitzat com el primer rei hereditari de Bhutan. El 1910, el rei Ugyen i els britànics van signar el Tractat de Punakha que preveia que l'Índia britànica no interferiria en els afers interns de Bhutan si el país acceptava assessorament extern en les seves relacions exteriors. Quan Ugyen Wangchuck va morir el 1926, el seu fill Jigme Wangchuck es va convertir en el segon rei, i quan l'Índia va aconseguir la independència el 1947, el nou govern indi va reconèixer Bhutan com a país independent. El 1949, l'Índia i Bhutan van signar el Tractat de Pau i Amistat, que preveia que l'Índia no interferís en els afers interns de Bhutan, sinó que guiaria la seva política exterior. Succeït l'any 1952 pel seu fill Jigme Dorji Wangchuck, Bhutan va començar a sortir lentament del seu aïllament i va començar un programa de desenvolupament planificat. Es van establir l'Assemblea Nacional de Bhutan, el Reial Exèrcit Bhutanès i el Tribunal Reial de Justícia, juntament amb un nou codi legal. Bhutan es va convertir en membre de les Nacions Unides el 1971.
El 1972, Jigme Singye Wangchuck va pujar al tron als 16 anys. Va posar èmfasi en l'educació moderna, la descentralització de la governança, el desenvolupament d'hidroelectricitat i el turisme, i les millores en el desenvolupament rural. Potser era més conegut internacionalment per la seva filosofia de desenvolupament global de "felicitat nacional bruta". Reconeix que el desenvolupament té moltes dimensions i que els objectius econòmics per si sols no són suficients. Satisfet amb el procés de transició de democratització de Bhutan, va abdicar el desembre de 2006 en lloc d'esperar fins a la promulgació de la nova constitució el 2008. El seu fill, Jigme Khesar Namgyel Wangchuck, es va convertir en rei després de la seva abdicació.

## Bhoties
Tradicionalment se suposava que els bhòties tepu foren els primers pobladors; estaven emparentats amb els kacharis i kochs de les planes, i foren sotmesos vers el 1700 per una banda de soldats tibetans que es van establir al país, es van barrejar amb els nadius i donaren origen als moderns bhòties (bhòtia).

## Orígens i primers assentaments, 600–1600
Un estat de Lhomon (literalment, foscor del sud) o Monyul (terra fosca, una referència als Monpa, un dels pobles tibetobirmans de Bhutan), possiblement una part del Tibet que aleshores estava més enllà dels ensenyaments budistes. Es creu que Monyul va existir entre l'any 100 i el 600 dC. Els noms Lhomon Tsendenjong (país del sàndal del sud de Mon) i Lhomon Khashi (país del sud de Mon de quatre aproximacions), que es troben a les antigues cròniques bhutaneses i tibetanes, també poden tenir credibilitat i han estat utilitzats per alguns estudiosos bhutanesos quan es referien a la seva terra natal. Els historiadors han suggerit variacions de les paraules sànscrites Bhota-ant (final de Bhot) o Bhu-uttan (que significa terres altes) com a orígens del nom Bhutan, que es va fer servir comú a l'estranger a finals del segle XIX i s'utilitza a Bhutan només en la correspondència oficial en llengua anglesa. El nom tradicional del país des del segle XVII és Drukyul: país dels Drukpa, el poble del Drac o la Terra del Drac del Tro, una referència a la secta budista dominant del país.
Alguns estudiosos creuen que durant el primer període històric els habitants eren ferotges aborígens de les muntanyes, els Monba, que no eren ni d'estil tibetà ni mongol que més tard van envair el nord de Bhutan. La gent de Monyul practicava una religió xamànica, que posava èmfasi en el culte a la natura i l'existència d'esperits bons i dolents. Durant la darrera part d'aquest període, les llegendes històriques relaten que el poderós rei de Monyul va envair una regió del sud coneguda com els Duars, sotmetent les regions actuals d'Assam, Bengala Occidental i Bihar a l'Índia.

### Arribada del budisme
El budisme es va introduir per primera vegada a Bhutan al segle VII. El rei tibetà Songtsän Gampo (regnat 627–649), un budista convers, va construir 108 temples budistes a la regió de l'Himàlaia, inclosos alguns temples a Bumthang al centre de Bhutan, Haa, Lhuentse i Kyichu (prop de Paro ) a la vall de Paro. El budisme es va propagar de debò l'any 746 sota el rei Sindhu Rāja (també Künjom; Sendha Gyab; Jakar Gyalpo), un rei indi exiliat que havia establert un govern a Bumthang al Palau Jakar Gutho.
El budisme va substituir però no va eliminar les pràctiques religioses bon que també havien prevalgut al Tibet fins a finals del segle VI. En canvi, el budisme va absorbir Bon i els seus creients. A mesura que el país es va desenvolupar en les seves nombroses valls fèrtils, el budisme va madurar i es va convertir en un element unificador. Va ser la literatura i les cròniques budistes les que van començar la història registrada de Bhutan.
L'any 810 dC, un sant budista, Padmasambhava (conegut a Bhutan com a Guru Rimpoche i de vegades conegut com el Segon Buda), va arribar a Bhutan des del Nepal per invitació del rei Sindhu Rāja. Després d'haver sotmès vuit classes de déus i dimonis i convertir el rei, Guru Rimpoche es va traslladar al Tibet. Al seu retorn del Tibet, va supervisar la construcció de nous monestirs a la vall de Paro i va establir la seva seu a Bumthang. Segons la tradició, va fundar la secta Nyingmapa —també coneguda com la "secta vella" o secta del barret vermell—del budisme mahayana, que es va convertir durant un temps en la religió dominant de Bhutan. Guru Rimpoche té un gran paper històric i religiós com a sant patró nacional que va revelar els tantres (manuals que descriuen formes de devoció a l'energia natural) a Bhutan. Després de l'estada del guru, la influència índia va tenir un paper temporal fins que les creixents migracions tibetanes van aportar noves contribucions culturals i religioses.
No hi havia govern central durant aquest període. En canvi, a principis del segle IX es van començar a desenvolupar petites monarquies independents. Cadascun estava governat per un deb (rei), alguns dels quals reivindicaven els orígens divins. El regne de Bumthang era el més destacat entre aquestes petites entitats. Al mateix temps, els monjos budistes tibetans (lam en dzongkha, la llengua nacional oficial de Bhutan) havien arrelat fermament la seva religió i cultura a Bhutan, i els membres d'expedicions militars conjuntes tibetano-mongoles es van establir a les fèrtils valls. Al segle XI, tot Bhutan estava ocupat per les forces militars tibetanes-mongoles.

### Rivalitat sectària
Al segle X, el desenvolupament polític de Bhutan va estar molt influenciat per la seva història religiosa. Després d'un període en què el budisme estava en decadència al Tibet al segle XI, va sorgir la disputa entre una sèrie de subsectes. Els senyors suprems de la dinastia Yuan del Tibet i Bhutan van patrocinar una seqüència de subsectes fins a la seva pròpia decadència política al segle XIV. En aquell moment, l'escola Gelugpa o Barret Groc s'havia convertit, després d'un període d'anarquia al Tibet, en una força poderosa que va provocar la fugida a Bhutan de nombrosos monjos de diverses sectes oposades menors. Entre aquests monjos hi havia el fundador de la subsecta Lhapa de l'escola Kargyupa, a qui s'atribueix la introducció del dzong construït estratègicament. Tot i que la subsecta Lhapa havia estat desafiada amb èxit al segle XII per una altra subsecta Kargyupa, la Drukpa, dirigida pel monjo tibetà Phajo Drugom Zhigpo, va continuar fent proselitisme fins al segle XVII. El Drukpa es va estendre per tot Bhutan i finalment es va convertir en una forma dominant de pràctica religiosa. Entre el segle XII i el segle XVII, les dues subsectes Kargyupa van competir entre elles des del seu respectiu dzong, ja que la forma més antiga del budisme Nyingmapa va quedar eclipsada.

## Segles IX a XVI
Fins al segle ix Bhutan era un país repartit entre diversos petits regnes sota un deb (rei), alguns dels quals reclamaven origen diví. El més important en fou el de Bumthang; d'altra banda, alguns monjos budistes havien difós la seva religió i cultura pel territori i s'establiren expedicions tibetanomongoles al segle x i XI i el dominaven gairebé després de l'any 1000.
Al segle x el budisme hi era predominant, però al segle xi entrà en decadència al Tibet, i tant al Tibet com a Bhutan van sorgir sectes que van dominar l'escena fins al segle xiv. En aquest segle la Gelugpa o Escola del Barret Groc, després del caos viscut al Tibet, havia aconseguit emergir com a força principal en aquest país i nombrosos monjos d'altres sectes van fugir al Bhutan, entre els quals un monjo que fundà la subsecta Lhapa de l'escola Kargyupa. La secta Kargyupa hi seguí predicant fins al segle xvii, però una altra subsecta li feia ombra des del segle XII: la secta Drukpa, fundada pel monjo tibetà Phajo Drugom Shigpo. La subsecta Drukpa del grup no reformat dels Nyingmapa del Tibet s'estengué per Bhutan i acabà imposant-se a la subsecta rival. Entre el segle xiii i el XVII les dues subsectes rivalitzaren entre si i l'antiga forma de budisme Nyingmapa va quedar eclipsada.

## Govern teocràtic, 1616–1907

### Consolidació i derrota de les invasions tibetanes, 1616–51
Al segle XVII, es va establir un govern teocràtic independent de la influència política tibetana i va sorgir el Bhutan premodern. El govern teocràtic va ser fundat per un monjo Drukpa un monjo expatriat drukpa anomenat Ngawang Namgyal, arribat a Bhutan el 1616 cercant la llibertat del domini de la subsecta Gelugpa que havia aconseguit l'hegemonia al Tibet sota la direcció del dalai-lama a Lhasa. Després d'una sèrie de victòries sobre subsectes rivals i sobre els tibetans que van envair el país, Ngawang Namgyal prengué el títol de shabdrung ('sotmès als seus peus'), conegut en les fonts occidentals com Dharma Raja, i va esdevenir líder espiritual i temporal de Bhutan (llavors anomenat Drukyul). Va promulgar un codi de lleis (el Tsa Yig), i va construir una sèrie de fortaleses de difícil conquesta (dzongs) que li va permetre dominar els senyors locals. sota control centralitzat i va enfortir el país contra les invasions tibetanes. Molts forts existien a finals del segle XX.
Els tibetans van envair el país els anys 1629, 1631 i 1639, esperant aturar Ngawang Namgyal abans d'anar massa lluny; però les invasions foren rebutjades i la subsecta Drukpa es feu poderosa al Bhutan central i occidental, i deixà Ngawang Namgyal amb el poder absolut. Va rebre missions de bona voluntat des de Coch Behar als Duars, Nepal i Ladakh (el rei del qual fins i tot concedí alguns pobles del seu regne a Ngawang Namgyal). Durant la primera guerra amb el Tibet dos jesuïtes portuguesos van passar pel país de camí al Tibet i foren els primers estrangers que hi van estar; van trobar a Ngawang Namgyal i li van ensenyar armes, pólvora i un telescopi, i li van oferir els seus serveis en la guerra contra el Tibet, però el sobirà va declinar l'oferiment.
Durant la primera guerra amb el Tibet, c. 1627, els jesuïtes portuguesos Estêvão Cacella i João Cabral van ser els primers europeus registrats a visitar Bhutan de camí al Tibet. Es van reunir amb Ngawang Namgyal, li van regalar armes de foc, pólvora i un telescopi, i li van oferir els seus serveis en la guerra contra el Tibet, però els Zhabdrung van declinar l'oferta. Després d'una estada de gairebé vuit mesos, Cacella va escriure una llarga carta des del monestir de Chagri informant del viatge. Aquest és un informe rar de la resta de Zhabdrung.
Els exèrcits tibetans van envair Bhutan al voltant de 1629, el 1631 i de nou el 1639, amb l'esperança d'estrenar la popularitat de Ngawang Namgyal abans que s'estengués massa lluny. El 1634 Ngawang Namgyal va derrotar l'exèrcit de Karma Tenkyong a la Batalla dels Cinc Lames . Les invasions es van frustrar i la subsecta Drukpa va desenvolupar una forta presència a l'oest i el centre de Bhutan, deixant a Ngawang Namgyal suprem. Com a reconeixement del poder que va acumular, es van enviar missions de bona voluntat a Bhutan des de Cooch Behar als Duars (l'actual nord-est de Bengala Occidental), Nepal a l'oest i Ladakh a l'oest del Tibet. El governant de Ladakh fins i tot va donar una sèrie de pobles del seu regne a Ngawang Namgyal.
Els mongols prengueren el control religiós i civil al Tibet vers el 1635 i van establir l'escola Gelugpa com a religió d'estat. El 1643 un força conjunta tibetanomongola atacà refugiats de l'escola Nyingmapa que havien fugit al Nepal, Sikkim i Bhutan. Els enemics bhutanesos de Ngawang Namgyal encoratjaven la invasió mongola, però els invasors foren derrotats amb facilitat a les terres baixes al sud de Bhutan. Un nou intent tibetanomongol el 1647 va tornar a fracassar.
Durant el govern de Ngawang Namgyal l'administració la formava un cos de monjos amb un cap electe, el Je Khenpo ('senyor abat') i un govern teocràtic civil dirigit pel Druk Desi (regent de Bhutan, conegut pels occidentals com Deb Raja), que podia ser un monjo o un laic i era elegit per tres anys per un consell monàstic (més tard per un consell d'estat anomenat Lhengye Tshokdu), un organisme que formaven el shabdrung o Dharma Raja, el Deb Raja o Druk Desi, els líders regionals (els Penlops de Tongsa, Paro i Tagapa, i els Jongpens de Timphu i Punakha) i els camarlencs del shabdrung.
Progressivament, el Druk Desi va caure sota influència del consell d'estat i de la facció més poderosa, els administradors regionals. El shabdrung era el cap d'estat i el que tenia la darrera paraula en afers religiosos i civils. El govern tenia seu a Thimphu a l'estiu, tardor i primavera, i a Punakha (fundada el 1527) a l'hivern. Estava dividit en tres regions: Oriental, Central i Occidental, cadascuna amb un ponlop (governador regional); els districtes dins de cada regió estaven governats per un dzongpon, i recollien taxes, feien de jutges, de comandants militars i d'agents del govern central.
Ngawang Namgyal va morir el 1651, aquest fet es conservà en secret i va romandre així durant 54 anys. Inicialment es va dir que havia anat a un retir religiós. El fill el succeí de facto el 1651 i el 1680 el germanastre. Els dos van iniciar els regnats com a menors sota el control de regents civils i religiosos que imposaren la creença de la múltiple reencarnació: la del cos, la de la paraula i la de la ment, ideades pel Je Khenpo i el Druk Desi, que volien mantenir-se en el poder. Es presentaren successives reencarnacions de Ngawang Namgyal fins a la meitat del segle xviii, i després es van reconèixer reencarnacions de la paraula i de la ment fins al segle xx. Al segle xix el consell d'estat esdevingué un organisme secular i els successius Druk Desis, ponlops i dzongpon eren laics; la rivalitat principal era entre el ponlop de Tongsa i Paro i el dzongpon de Punakha, Thimphu i Wangdiphodrang.
A la segona meitat del segle xvii hi va haver nous conflictes amb el Tibet i Sikkim. Els opositors de Bhutan reclamaven l'ajut tibetà i es van dirigir també a Sikkim. El 1685 Bhutan va envair Sikkim perseguint un senyor local rebel; envaí una segona vegada Sikkim el 1700 i el 1714 el Tibet amb ajut dels mongols; envaí Bhutan però no n'aconseguí el control. En aquest temps l'aliat principal de Bhutan era Ladakh, a qui Bhutan havia ajudat en la seva guerra de 1684 contra el Tibet. Bhutan tenia alguns territoris a Ladakh, cedits temps enrere i que eren principalment monestirs de la subsecta Drukpa que després de 1651 quedaren en mans del Je Khenpo i del nominal Shabdrung. Aquests dominis bhutanesos van restar en mans del govern del país fins al 1659, quan foren ocupats per la Xina.

## Conflicte de Coch Behar
Com que els tibetans i altres forces no en podien agafar el control, el govern intern estava insegur davant els opositors locals i a més a més les rivalitat regionalitats agreujaven el problema i s'avançava cap a la desintegració del país quan van arribar-hi els britànics al segle xviii. A començament d'aquest segle els bhutanesos havien dominat el Principat de Coch Behar; el príncep local demanà ajut a Bhutan contra l'Imperi mogol el 1730; la influència bhutanesa va seguir a l'ajut militar. Vers 1760 el govern de Bhutan considerava Coch Behar com el seu vassall i va estacionar-hi una guarnició i en dirigí els afers administratius civils. Quan el Druk Desi va envair Sikkim el 1770, les forces de Coch Behar van lluitar al costat dels bhutanesos; dos anys després (1772) una lluita per la successió a Coch Behar, el candidat afavorit pel Druk Desi es va enfrontar a un rival que va reclamar l'ajut britànic; efectivament es va signar un tractat entre Coch Behar i la Companyia Britànica de les Índies Orientals, i una força expedicionària anglesa dirigida pel capità James marxà al país, expulsà els bhutanesos de Coch Behar i envaí Bhutan (1772-1773). El Druk Desi demanà ajut al Tibet governat pel panchen-lama, que feia de regent del jove dalai-lama; però el panchen-lama fou advertit per correspondència pels britànics i llavors no sols no ajudà a Bhutan sinó que va amenaçar amb càstigs al Druk Desi i va reivindicar la sobirania tibetana a Bhutan.
Mancat d'ajuda del Tibet el Druk Desi signà un tractat de pau (amb la mediació de Tashi Lama, el regent del Tibet) amb la Companyia el 25 d'abril de 1774, pel qual Bhutan retornava als seus límits anteriors a 1730 i pagava un tribut simbòlic als britànics, als quals donà concessions per tallar fusta al seu país. La Companyia envià diverses missions al Bhutan (1776, 1777 i 1783) i s'obrí el comerç fins i tot amb el Tibet per un temps en la primera missió (1775-1776) dirigida per Bogle. La missió del 1783 dirigida pel capità Turner no va tenir gaire èxit. El 1784 els britànics van rebutjar el control bhutanès sobre els Duars, on els límits no estaven ben fixats i on el govern estava en mans d'oficials que recaptaven taxes i pagaven al govern perquè no interferís; la Companyia reclamava un tribut per aquests territoris que els bhutanesos no van voler pagar i els Duars foren ocupats pels anglesos.

## Conflicte als Duars
Per arranjar les diferències Bhutan envià un emissari a Calcuta el 1787 i els britànics a Thimphu el 1815 i 1838. La missió del 1815 no va ser concloent. Després del 1826, quan els britànics van adquirir Assam, la frontera amb Bhutan es feu més concreta i els britànics van començar a pressionar als Duars assamesos. El tribut que Bhutan pagava per aquest territori es començà a retardar. Això va resultar en exigències angleses i dues incursions militars el 1834 i 1835, en què les forces bhutaneses foren derrotades i els Duars assamesos foren ocupats provisionalment pels britànics. Una nova missió britànica el 1838 dirigida pel capità Pemberton fou enviada al Bhutan per arranjar l'afer, però les negociacions que inicialment preveien un tractat que establia l'extradició dels oficials bhutanesos culpables dels atacs als Duars i Assam i el comerç lliure entre Índia i Bhutan a més de provisions sobre el deute no van donar fruit quan Bhutan finalment rebutjà aquest acord per protegir la seva independència i, per tant, els britànics van mantenir ocupats els Duars. Els bhutanesos van aprofitar el seu control dels passos per a fer algunes incursions en territori britànic, i segons els britànics van continuar els actes d'hostilitat (però de defensa del territori segons el punt de vista bhutanès). Al cap d'un any els oficials bhutanesos atacaven els Duars i saquejaven i massacraven la població. El 1841 els britànics van annexionar formalment els Duars assamesos i van oferir un pagament al govern de Bhutan de 10.000 rúpies anual si ho acceptava (com de fet així fou). El 1842 Bhutan renuncià als Duars de Bengala que els britànics havien ocupat el 1784, però la frontera no va quedar definida i els incidents van continuar; el 1852 una missió bhutanesa anà a Calcuta i demanà una major compensació pels seus antics territoris, però en lloc d'això els britànics van rebaixar el tribut de deu mil a set mil rúpies i van exigir excuses pels saquejos a territoris britànics. Vers 1855 les tropes britàniques vigilaven la frontera per impedir nous atacs bhutanesos i probablement hagueren envaït Bhutan quan va esclatar la rebel·lió dels sipais.
El 1862 els bhutanesos van atacar Sikkim i Coch Behar i els saquejaren. Ashley Eden fou enviat al Bhutan, però el Druk Desi va declarar que no podia controlar els seus oficials de frontera. Eden fou insultat i amenaçat i obligat a signar un tractat que retornava els Duars al Bhutan i feia altres concessions; el tractat fou rebutjat pel governador general i els britànics van suspendre el pagament de les set mil rúpies i van exigir l'alliberament dels captius i el retorn de la propietat robada.
El 1863 el dzongpon de Punakha es revoltà i va triomfar al caps d'uns mesos de guerra civil; establí un Druk Desi rival mentre l'anterior es va refugiar amb el ponlop de Paro i més tard acabà deposat. El 1864, conclosa virtualment la guerra civil, els britànics van enviar una missió de pau a Bhutan que va jugar entre el ponlop de Paro i el de Tongsa, que actuava en nom del Druk Desi vencedor; però Bhutan rebutjà el tractat de pau i amistat que se li va oferir i Gran Bretanya declarà la guerra el 12 de novembre de 1864, i s'annexionà els Duars occidentals. Inicialment no hi va haver resistència. L'exèrcit de Bhutan, armat d'espases, fletxes, ganivets, armadures i escuts, no fou enemic per als britànics. Fou la Guerra Duar (1864-1865) i va durar cinc mesos. El gener de 1865 els bhutanesos van atacar la zona de Dewangiri, a una petita guarnició que fugí deixant nombroses armes, però aquesta derrota fou compensada pel general Tombs i al final fou una victòria completa dels britànics. El març de 1865 el govern bhutanès demanà la pau. El tractat de Sinchula de l'11 de novembre de 1865 obligava al país a cedir els territoris en litigi als Duars (els divuit Duars de Bengala i Assam) a perpetuïtat i a cedir altres territoris (83 km² al sud-est de Bhutan a la zona de Dewangiri) a canvi d'un subsidi anual de 25.000 rúpies que pujaria a cinquanta mil rúpies al cap de tres anys; a més es va alliberar els presoners.

## Emergència delponlopde Tongsa
En els 25 anys següents hi va haver rivalitats entre el ponlop of Tongsa (probritànic) i el de Paro (protibetà). El primer, Ugyen Wangchuck, va emergir com la força més influent i derrotà als seus enemics politics i entre 1882 i 1885 unificà el país després de diverses guerres civils i rebel·lions. Això va garantir un poder central fort. Els britànics buscaven obrir rutes comercials amb el Tibet i a començament del segle xx es van alarmar per l'activitat russa a Lhasa. Llavors Ugyen Wangchuck va veure l'oportunitat i ajudà els britànics acompanyant (1903-1904) una missió a Lhasa (Tibet) com a intermediari. Pels seus serveis en aconseguir la convenció Anglotibetana de 1904 el rei bhutanès fou fet cavaller; més tard va seguir incrementant el seu poder a Bhutan.
La pujada al poder d'Ugyen Wangchuck coincidí amb l'evidència que el govern dual del ponlop i el Druk Desi, reencarnació del shabdrung, era obsolet i ineficaç. Havia aconseguit eliminar el cap rival, el ponlop de Paro, i un fidel seu i membre de la família probritànica dels Dorji s'havia instal·lat al seu lloc. El darrer shabdrung va morir el 1903 i la seva reencarnació no va aparèixer fins a 1906 i això deixà la direcció civil i espiritual en mans d'Ugyen Wangchuck. El 1907, el 54è i darrer Druk Desi es va haver de retirar i les posteriors reencarnacions suposades de Ngawang Namgyal no van ser acceptades.

## Monarquia absoluta

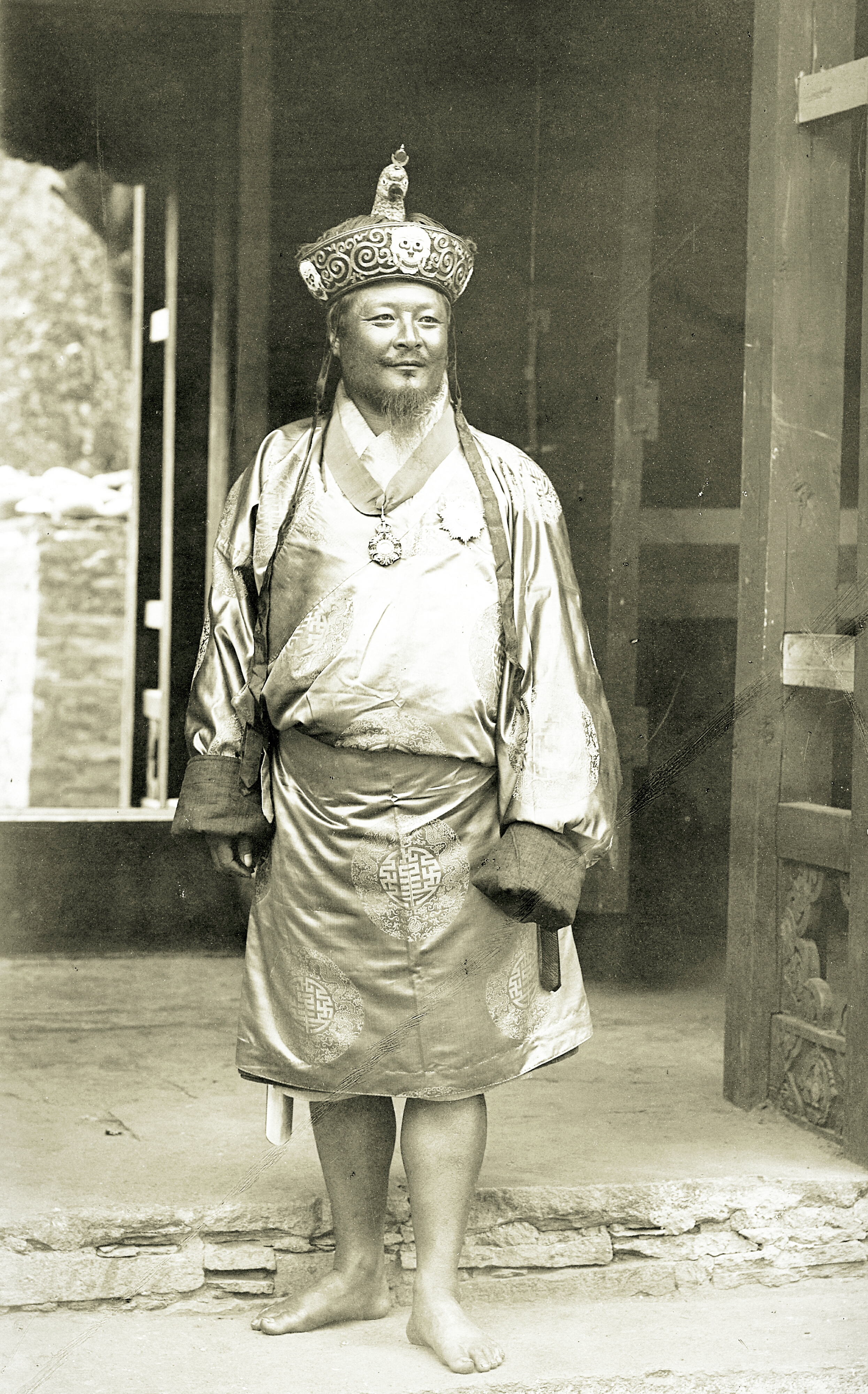
Gongsar Ugyen Wangchuck, primer rei de Bhutan (1907–1926).

El novembre de 1907 una assemblea de monjos budistes, oficials del govern i caps de les principals famílies van establir-hi la monarquia absoluta. Ugyen Wangchuck fou designat el primer Druk Gyalpo ('Rei Drac', 1907-1926) hereditari. La família Dorji va rebre la posició hereditària de caps camarlencs (gongzim), màxim lloc de govern.
El 8 de gener de 1910 se signà el tractat de Punakha, que modificava dos articles del tractat de 1865: es doblava la subvenció anual i s'establia que els britànics no intervindrien en els afers interns, però se'ls garantia la defensa contra la Xina. El 1924 Ugyen Wangchuck va demanar als britànics la seguretat que la seva nissaga seguiria al poder, però l'ambigüitat de les relacions i de la sobirania va restar vigent. Ningú sabia si es tractava d'un estat plenament sobirà segons el dret internacional o era un més dels estats de l'Índia.
Ugyen Wangchuck morí el 1926 i el succeí el seu fill Jigme Wangchuck (1926-1952). El 1947 l'Índia va substituí Gran Bretanya com el protector del regne, però el tractat de Punakha de 8 d'agost de 1949 va reconèixer la plena sobirania bhutanesa, i deixà els afers exteriors en mans de l'Índia. El subsidi pujà a 500.00 rúpies per any. També li foren retornats part dels 83 km² de territori arrabassats pels britànics el 1865.
Jigme Dorji Wangchuck va succeir al seu pare el 1952. Estava casat amb una cosina del chogyal (rei) de Sikkim, que havia estat educada a Europa i va intentar modernitzar el país. El 1953 va establir una assemblea nacional (Tshogdu) amb dret de vet del sobirà que podia governar per decret. El dzongkha fou declarat llengua nacional als anys seixanta. Les modernitzacions eren minses, pas a pas, però no s'aturaven: un museu, una biblioteca, els arxius nacionals, l'estadi nacional, l'edifici de l'assemblea nacional, la cort suprema (Thrimkhang Gongma), edificis governamentals i d'entitats, etc. El càrrec de gongzim, que tenia la família Dorji, es reconvertí a primer ministre (lonchen) el 1958. La modernització no agradava a tothom i el lonchen, Jigme Palden Dorji, cunyat del rei o Druk Gyalpo, n'era un capdavanter; aquest aviat s'enfrontà a l'exèrcit (per haver retirat 50 oficials i per l'ús d'alguns vehicles) i també als caps religiosos per voler reduir el poder d'algunes institucions religioses que tenien el suport de l'estat. L'abril del 1964 mentre el rei era a Suïssa rebent tractament mèdic, el lonchen fou assassinat per un caporal de l'exèrcit; diversos militars foren arrestats, entre ells el cap d'operacions de l'exèrcit, Namgyal Bahadur, oncle del rei, que fou executat per haver participat en el complot.
A Jigme Palden Dorji el va succeir tot seguit Lhendup Dorji; va seguir una lluita pel poder entre els lleialistes i els modernistes, els primers representants per un temps pel cap de l'exèrcit Namgyal Wangchuck, germà del rei. El 1965 Lhendup Dorji i altres membres de la família foren exiliats. El juliol de 1965 hi va haver un intent d'assassinat del rei; els assassins (la família Dorji no hi participà) foren perdonats pel mateix rei. El 1966 el rei declarà Timphu com a capital per un any i Punakha per un altre. El 1968 el rei renuncià al seu dret de vet sobre les lleis de l'assemblea nacional. El 1971 Bhutan entrà en l'ONU.
Jigme Dorji Wangchuck va morir el juliol de 1972 i el va succeir el seu fill de 17 anys Jigme Singye Wangchuck, la mare del qual, Ashi (princesa) Kesang Dorji, era membre de la família Dorji i germana del lonchen Jigme Palden Dorji. El nou rei havia estat nomenat ponlop de Tongsa el maig anterior. Fou coronat el 1974. Aquest any van poder tornar els exiliats de la família Dorji. Poc abans de la coronació s'avortà un complot organitzat segons es creu per l'amant tibetana del pare del rei, Yangki, i el pare d'aquesta. Trenta persones foren arrestades, incloent policies i oficials del govern. La modernització va continuar.
Als anys vuitanta els independentistes assamesos del Front Unit d'Alliberament d'Assam (FUAA, anglès ULFA) van establir bases a Bhutan i hi van restar per anys. El 1988, Bhutan expulsà molts residents nepalesos (5.000 segons fonts oficials, cent mil segons els refugiats); aquests nepalesos, coneguts com els lotshampa, van quedar en campaments de refugiats i el 1990 iniciaren una lluita armada que durà fins al 1993. El 2000 Nepal i Bhutan van acordar que es permetria el retorn d'alguns d'aquests nepalesos, però la major part havia de retornar al Nepal. (Vegeu Lotshampa.)
El 15 de desembre de 2003 l'exèrcit de Bhutan coordinat amb l'exèrcit indi va iniciar una operació contra els campaments guerrillers. Els guerrillers del Front Unit d'Alliberament d'Assam, el Front Nacional Democràtic de Bodoland i l'Organització d'Alliberament de Kamatpur foren expulsats, encara que probablement van establir-hi bases noves.
El 2005 el shabdrung Pema Namgyel, un infant, havia estat arrestat amb la seva família. Els shabdrung no gaudien evidentment de poder, més que en el record. Aquest any 2005 es redactà una nova constitució (26 de març) que establia un Consell Nacional amb 20 electes per cada regió o dzonghag escollits entre persones seleccionades pel rei; al costat del Consell Nacional hi hauria l'Assemblea Nacional elegida. La introducció de la democràcia es faria el 2008.
El rei Jigme Singye Wangchuck va abdicar el 15 de desembre del 2006 i el va succeir el seu fill Jigme Khesar Namgyel Wangchuck. El 31 de desembre del 2007 es feren les primeres eleccions al Consell Nacional o Cambra Alta; les de la Cambra Baixa o Assemblea Nacional es van fer el 24 de març de 2008. Van participar-hi dos partits polítics: el Partit Democràtic Popular (PDP) de Sangay Ngedup, i el Druk Phuensum Tshogpa (DPT) de Jigmi Thinley; el segon, proper al rei, va guanyar amb 45 dels 47 escons.